# 나가노현 제2구
나가노현 제2구(長野県 第2区)는 중의원 선거구이다. 1994년 공직선거법으로 신설되었다.

## 지역
- 나가노시 일부
- 마쓰모토시
- 오마치시
- 아즈미노시
- 히가시치쿠마군
  - 오미촌
  - 이쿠사카촌
  - 야마가타촌
  - 아사히 촌
  - 지쿠호쿠촌
- 기타아즈미군
  - 이케다 정
  - 마쓰카와촌
  - 하쿠바촌
  - 오타리촌
- 가미미노치군
  - 시나노정
  - 오가와촌
  - 이즈나정